# Stijve zeesla
Stijve zeesla (Ulva rigida) is een algensoort, behorende tot de groenwieren (Chlorophyta). De wetenschappelijke naam van de soort werd in 1823 voor het eerst geldig gepubliceerd door Carl Adolph Agardh.

## Kenmerken
Stijve zeesla is lichtgroen van kleur en wordt tot circa 30 cm lang. Aan de basis voelt het stevig/stijf aan wat zachter aan de uiteindes. De plantvorm (thallus) is bladvormig, maar vaak onregelmatig gevormd (dit kan gelobd, rozetvormig, rond of langwerpig zijn). De slechts twee cellagen dikke bladeren hebben microscopisch kleine tanden rondom de rand.